# (3886) Shcherbakovia
(3886) Shcherbakovia est un astéroïde de la ceinture principale.

## Description
(3886) Shcherbakovia est un astéroïde de la ceinture principale. Il fut découvert le 3 septembre 1981 à Naoutchnyï par Nikolaï Tchernykh. Il présente une orbite caractérisée par un demi-grand axe de 2,77 UA, une excentricité de 0,10 et une inclinaison de 5,1° par rapport à l'écliptique.

## Compléments